# Paulo Sousa (ur. 1980)
Paulo Miguel Campos de Sousa (ur. 17 września 1980 w Vila Nova de Gaia) – portugalski piłkarz grający na pozycji defensywnego pomocnika. Młodzieżowy reprezentant Portugalii.
Wychowanek Boavisty FC. W swojej karierze grał w CD Aves, Estoril Praii, Boaviście FC i CD Trofense.

## Życie prywatne
Ma młodszego brata Carlosa (ur. 1984), który także jest piłkarzem.